# جیمی لواله
جیمی لواله (انگلیسی: Jimmy LuValle؛ ۱۰ نوامبر ۱۹۱۲ – ۳۰ ژانویهٔ ۱۹۹۳) ورزشکار دو و میدانی اهل ایالات متحده آمریکا بود.
وی در مسابقات کشوری و بین‌المللی در مجموع برندهٔ ۱ مدال برنز شده‌است.